# Grupo Alfa
Grupo Alfa ist ein börsennotierter mexikanischer Mischkonzern mit Firmensitz in San Pedro Garza García, einem Vorort von Monterrey. Das Unternehmen ist über seine Tochterunternehmen in den Bereichen Chemie (Alpek), Aluminiumguss (Nemak), Kühl- und Gefrierkost (Sigma Alimentos) und Telekommunikation (Alestra) tätig. 2014 entfielen 38 % des Umsatzes auf Alpek, 32 % auf Sigma, 27 % auf Nemak und 2 % auf Alestra.
|         | Umsatz in Mrd. US-Dollar | Mitarbeiter |
| ------- | ------------------------ | ----------- |
| Alpek   | 6,5                      | 4.669       |
| Nemak   | 4,6                      | 20.700      |
| Sigma   | 5,4                      | 38.444      |
| Alestra | 0,415                    | 2.287       |
| Newpek  | 0,17                     | 303         |

Die Grupo Alfa ist Bestandteil des mexikanischen Leitindizes Índice de Precios y Cotizaciones (IPC).